# Société des artistes Arkhip Kouïndji
La Société des artistes Arkhip Kouïndji (en russe : Общество художников имени А. И. Куинджи) (1909-1930) est une association créative d'artistes-peintres de Saint-Pétersbourg. Elle est fondée en 1909 à l'initiative et avec les moyens financiers d'Arkhip Kouïndji, qui fait don d'une somme de 150 000 roubles et de sa propriété en Crimée. Cette société attire l'attention de l'empereur Nicolas II, qui la soutient personnellement. Peu de temps avant sa mort, Kouïndji fait don de toute sa fortune à la Société.

## Principes artistiques
La société se fixe pour tâche de préserver et de développer les traditions réalistes de l'art russe, dans le sens où le comprenaient les élèves et les adeptes de Kouïndji, qui étaient pour la plupart des peintres paysagistes. À cette fin la société organise des expositions, acquiert des œuvres d'artistes proches de son idéal (elle acquiert environ 300 tableaux), et décerne chaque année un prix appelé prix Kouïndji. Parmi les artistes les plus connus qui font partie de la société on retrouve les noms de Constantin Kryjitski (président), Mikhail Avilov (en), Constantin Bogaïevski, Isaak Brodsky, Ivan Grabovski (ru), Viktor Zarubin, Vladimir Makovski, Nicolas Roerich, Arkadi Rylov, Vassili Savinski (ru), Anatoli Kaïgorodov (ru), Iakov Tsakhrov, Iefim Tcheptsov, Ivan Kolesnikov (ru), Nikolaï Bogdanov-Belski, Vitold Bialynitski-Biroulia, Emil Wiesel (en), Vladimir Kouznetsov, Alfred Eberling et beaucoup d'autres.
Après la Révolution russe de 1917 la Société vient en aide à de nombreux artistes en difficulté financière.
Pendant la période soviétique qui suivit, des cours de préparation aux examens d'entrée à l'académie, aux écoles techniques et aux écoles supérieures de Leningrad sont organisés.
En 1930 la société fusionne avec La Communauté des peintres, la Société des peintres et la Société des peintres individualistes (ru) pour former l'Atelier des artistes.

## Lauréats du prix Arkhip Kouïndji
- Ilia Répine
- Abram Arkhipov

## Adresse
- La Société Kouïndji disposait d'une salle à Leningrad à la rue Malaïa Morskaïa, n°17
- La propriété en Crimée que possédait Kouïndji a été léguée à la société Kouïndji en 1909[2]